# Marilou Dozois-Prévost
Marilou Dozois-Prévost (født 11. maj 1986 i Montreal, Quebec, Canada) er en canadisk vægtløfter. Dozois-Prévost vandt sølv i kvindernes 48 kg klasse ved Commonwealth Games i Melbourne i 2006. Hun sluttede på en 10. plads ved de olympiske lege i Beijing i 2008.